# 楊建利
楊建利（1963年7月15日—），山东省兰陵县（原苍山县）人，公民力量發起人，当前危险委员会成员。

## 生平

### 早年经历
杨建利祖籍山东省兰陵县（原苍山县），1982年获聊城师范学院數學系学士学位，1985年获北京师范大学数学系硕士学位。1986年赴美加州大学柏克莱分校读数学博士读博。1989年5月20号回到北京，參與八九民运，六四事件后回到美国，但被中国政府列入不准入境的49人黑名单中的一员，不准返回中国和换发中国护照。
1991年加州大学柏克利分校师从Charles Pugh获数学博士学位。1992年入学哈佛大学肯尼迪政治学院，很快休学近两年，2001年师从Richard Zeckhauser获政治经济学博士学位。在此期间，楊創立了二十一世紀中國基金會，曾经出任中国民主联合阵线（民联阵）副主席、二十一世纪中國基金會會长、《议报》主编等职务。

### 返华入狱
博士学业完成后，由于关注中国当时兴起的工人运动和维权运动，2002年4月楊使用友人護照進入中國大陸，以考察中國東北出現下岗工人的大規模工潮。他在準備從昆明乘坐內陸機前往云南大理市時被捕，由於他涉嫌非法入境，同時也違反當地法律及國際法，因此「現在自由」組織無法營救。

2004年5月13日，北京市第二中级人民法院裁定中国籍、美国永久居民楊建利犯有間諜罪及非法入境罪，判處五年徒刑，剥夺政治权利一年。 在關押秦城监狱期間，當局不許其妻子及兒女探望楊建利，只能關注楊在獄中的健康狀況。联合国任意拘留问题工作组认定，对杨的拘留是任意的。

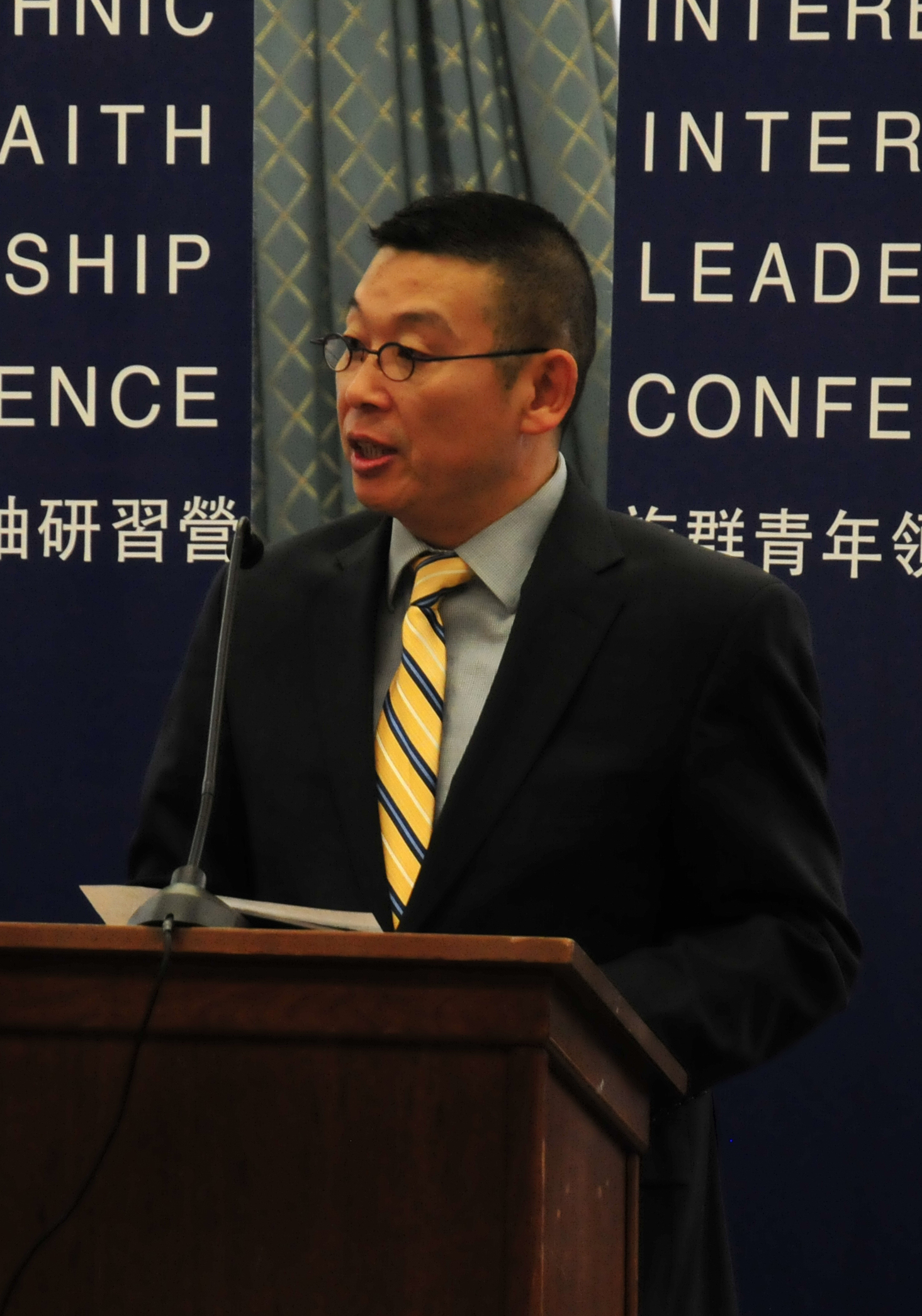
杨建利

2007年4月27日，楊建利被中國政府釋放。但中国官方一直拒絕发放其户口、身份证、护照等身份证件。楊的妻子傅湘7月26日致函中共领导人胡锦涛，恳请早日准許其离境。美国驻华大使馆、美国国务院，以及中国的公安部门、国家安全部、侨办等各方面共同协调出了一个8月17日让杨建利返回美国的日期。8月17日，杨建利在美国驻华大使馆官员的陪同下，乘坐联合航空班机到达美国旧金山。據路透社报道，美國總統布什、副總統切尼、國務卿赖斯及美國國会在此之前一直呼吁胡锦涛释放楊建利。美国之音认为中国是为经济利益给面子放行杨建利。

### 返回美国
2008年3月，《北京之春》4月号上，杨建利与王丹、胡平、郭罗基、陳一諮、吾尔开希、张伟国、刘刚、陈小平、吴仁华、刘念春、傅申奇、易改、蔡桂华、魏泉宝、王军涛十六人联名，向中华人民共和国外交部发出公开信。要求政府依照宪法和法律，以及对国际社会的义务，恢复或者延期他们的中华人民共和国护照，可以自由进出国境、行使公民权利。7月22日，楊建利在美國發起成立公民力量。
2015年，楊建利参与了VOA卫视节目《焦点对话》。
2018年3月20日，聯合國人權理事會召開第37次會議時，楊建利質疑長期迫害人權的中國共產黨有無資格代表中國。中国政府代表以秩序问题进行了三次抗议。当值主席认定，杨建利没有资格质疑一个国家代表的资格("You are not entitled to question the qualification of a national representative")，但是没有接受中国政府代表提出停止杨建利发言的要求，允许杨建利继续发言。

### 入籍美国
2020年，杨建利申请加入美国国籍，但因隐瞒中共党员身份被拒。杨之后起诉联邦政府，政府同意让他在四年内再次申请入籍。

## 荣誉
丹麦智库机构政治研究中心（CEPOS）将2011年度自由奖授予杨建利，以表彰他为推动中国人权和民主所作出的努力。

## 家庭
妻子傅湘。两人在北京师范大学1982级数学硕士研究生时期认识，1985年毕业时结婚。赴美后两人都在加利福尼亚大学读数学博士。

## 相關網站
- 楊建利的X（前Twitter）
- 個人網站
- freedom-Now
- 二十一世紀中國基金會

 本文全部或部分内容来自美国联邦政府所属的美国之音网站。根据版权条款（英文）和有关美国政府作品版权的相关法律，其官方发布的内容属于公有领域。